# Yūtarō Abe
Yūtarō Abe (jap. 阿部 祐大朗 Abe Yūtarō; ur. 5 października 1984) – japoński piłkarz.

## Kariera klubowa
Od 2002 do 2011 roku występował w klubach Yokohama F. Marinos, Montedio Yamagata, Ferverosa Ishikawa Hakusan FC, Tokushima Vortis i Gainare Tottori.

## Kariera reprezentacyjna
W 2003 roku Yūtarō Abe zagrał na Mistrzostwach Świata U-20.